# Frontone di Milano
Frontone (Milano, ... – Milano, ...; fl. VI secolo) fu arcivescovo di Milano nella seconda metà del VI secolo.

## Biografia
Non si hanno notizie storiche coeve sul vescovo milanese Frontone, il cui nome è noto solo perché inserito in un antico Catalogus archiepiscoporum Mediolanensium,  secondo il quale il suo episcopato si colloca tra quelli di Onorato, attestato nel 569, e di Lorenzo II, probabilmente già vescovo nel 573. Il medesimo catalogus gli assegna 11 anni di governo e lo dice morto a Genova, dove il predecessore Onorato si era rifugiato con parte del clero e della popolazione milanese per sfuggire ai Longobardi; il catalogo tuttavia non indica né la data né il luogo di sepoltura, come invece avviene per gli altri vescovi milanesi. In base alla cronologia dei vescovi ambrosiani, alcuni autori hanno proposto di invertire gli anni di episcopato che il catalogo assegna a Onorato e Frontone, che avrebbero governato la Chiesa milanese il primo per 11 anni, dal 559 al 571, e il secondo, Frontone, per soli 2 anni dal 571 al 573.
Come scrive Lanzoni, poiché «nessun documento contemporaneo lo ricorda, la leggenda si è sbizzarrita intorno al silenzio, che circonda la sua memoria». Una Historia Mediolanensis, scritta tra XI e XII secolo e attribuita a Landolfo Seniore, descrive in termini molto negativi l'episcopato di Frontone, vescovo simoniaco, che avrebbe comprato dall'imperatore la sua investitura alla sede ambrosiana e che avrebbe commesso una serie di altri misfatti fino al giorno in cui, mentre si trovava a caccia nei pressi di Milano, fu colpito improvvisamente dalla peste che lo portò ad una morte immediata. Nella seconda metà del XIII secolo, l'informazione riferita da Landolfo venne inserita in una versione successiva del Catalogus archiepiscoporum Mediolanensium e poi ripetuta dagli storici locali, diventando così patrimonio comune della storiografia milanese.
Nel 1617 l'erudita milanese Ripamonte aggiunse un ulteriore dettaglio, e cioè che alla morte del vescovo Onorato, che nel 569 si era rifugiato a Genova con parte del clero e della popolazione milanese per sfuggire ai Longobardi, furono eletti due vescovi, Lorenzo II, che succedette a Onorato a Genova, e Frontone, che venne eletto dal clero rimasto a Milano. Da questo momento Frontone non solo fu considerato simoniaco, ma anche un usurpatore della Chiesa milanese, poiché «symoniacis artibus Ambrosianam Sedem invasit». Questa tradizione fu sancita definitivamente dal cardinale Enrico Noris, la cui opera omnia fu pubblicata a partire dal 1729, e soprattutto dallo storico tedesco Karl Josef von Hefele con la sua Conciliengeschichte. Incerti sono gli anni di episcopato assegnati a Frontone dalla tradizione, secondo alcuni dal 555 al 566, secondo altri dal 570 al 581.
Pietri ritiene che le informazioni riferite dal medioevo in avanti sul vescovo Frontone simoniaco e usurpatore non hanno alcun valore storico.